# Crab (cheval)
Crab, également connu sous le nom de Old Crab et Mr. Panton's Crab (1722 - décembre 1750) est un cheval de course  Pur-sang britannique. Après avoir pris sa retraite sportive, il est devenu un étalon à succès et a été champion britannique en 1748, 1749 et 1750. Il appartenait au 1er comte de Portmore jusqu'à ce qu'il soit acheté par M. Cotton puis Thomas Panton.

## Histoire
Crab est un poulain gris élevé par Charles Pelham, et né en 1722. Il est le fils de l'arabe d'Alcock et d'une fille de Basto. Il a été vendu à David Colyear, 1er comte de Portmore, quand il était jeune. 
Bien que le gris soit une couleur assez courante chez les fondateurs du Pur-sang, il est devenu de plus en plus rare au fil du temps. Tous les Pur-sang gris modernes descendent de Crab par son arrière-arrière-petite-fille Bab (née en 1787) et son arrière-arrière-petit-fils Drone (1823).

## Carrière de course
La première course de Crab eut lieu en 1727, lorsqu'il termine quatrième d'une course de 20 guinées à Newmarket. Il a ensuite été vendu à M. Cotton. Sa première course prévue pour M. Cotton était à Newmarket en avril 1728 contre Weaver, mais le propriétaire de Weaver, Lord Milsintown, a payé un forfait et la course n'a jamais eu lieu. Au mois d'octobre suivant, il bat Cleopatra du duc de Bolton dans une course de 500 guinées sur quatre milles. En avril 1729, il remporte le King's Plate à Newmarket, battant le cheval Victorious du Duc James Hamilton et le cheval Spot de Mr. Williams. Le mois de mai suivant, il est devenu boiteux en courant sur une course de 80 guinées à Stamford, et n'a plus jamais couru,.

## Au haras
En tant qu'étalon, il a représenté Thomas Panton à Newmarket.  Il est devenu un étalon à succès et a été étalon champion britannique en 1748, 1749 et 1750. Sa progéniture comprend les gagnants de King's Plate Brilliant, Outarde, Grasshopper, Othello, Sloe et Spinster. Crab est mort en décembre 1750.